# 武则天秘史
《武則天秘史》 是2011年中国大陆電視劇，由浙江長城影視傳媒集團和湖南衛視聯合攝製的古裝大戲《武則天秘史》，經過緊鑼密鼓的籌備終於2011年2月18日正式開機，5月6日杀青，制作周期达半年之久，耗資六千萬人民币。
長城影視已默默籌備四年之久，實行影視套拍的形式。為了把《武則天》打造成史詩巨制，長城影視傳媒集團專門投資2億元註冊成立了長城影業公司，同時還出巨資收購兼併了一家擁有21個省市電影院線的發行公司，收購了一家多年從事電影製作成績斐然的電影製作公司。
众多明星加盟本剧，殷桃、唐国强、赵文瑄、余少群、斯琴高娃、鍾欣潼、郑爽、劉曉慶、秦海璐等人主演。

## 概要
長城影視傳媒集團高層決定《武則天秘史》在2011年初拍攝，打造中國電視劇收視經典，電視劇攝製完後，即開始電影《武則天》拍攝，成就一部華語大片。同時，集團下屬的網游公司正在研發大型網絡遊戲《大唐爭霸之武則天》，該款網絡遊戲將與《武則天秘史》同步面世。 2011年度，一部恢弘而傳奇的《武則天秘史》將重磅出擊，演繹一段驚心動魄的千古情史，描繪一代女皇空前絕後的傳奇故事。

## 播出時間
| 頻道           | 所在地   | 播放日期         | 播出時間                                            |
| -------------- | -------- | ---------------- | --------------------------------------------------- |
| 湖南衛視       | 中国大陆 | 2011年11月5日    | 每週一至週五22：00                                  |
| 湖南衛視       | 中国大陆 | 2011年11月11日起 | 每週一至週五10：00                                  |
| 星和娱家戏剧台 | 新加坡   | 2014年4月19日    | 每周六(兩集) 2014年10月27日每週一週二 下午2集(重播) |
| 緯來育樂台     | 臺灣     | 2017年2月2日     | 每週一至週五 20:00 - 22:00                          |

## 演員陣容

### 重要角色
| 演员              | 角色           | 介绍 |
| 殷 桃             | 武则天（青年） | 中国历史上唯一一个正统的女皇帝，机敏、睿智、刚毅、果敢、深谋远虑、痴情却无情，削除异己不择手段、心狠手辣，一颗满腹算计的心隐藏在明媚的外表下，恶毒女的巅峰代表。                   |
| 刘晓庆            | 武则天（中年） | 中国历史上唯一一个正统的女皇帝，机敏、睿智、刚毅、果敢、深谋远虑、痴情却无情，削除异己不择手段、心狠手辣，一颗满腹算计的心隐藏在明媚的外表下，恶毒女的巅峰代表。                   |
| 斯琴高娃          | 武则天（老年） | 中国历史上唯一一个正统的女皇帝，机敏、睿智、刚毅、果敢、深谋远虑、痴情却无情，削除异己不择手段、心狠手辣，一颗满腹算计的心隐藏在明媚的外表下，恶毒女的巅峰代表。                   |
| 余少群            | 李 治（青年）  | 字为善，唐朝第三位皇帝，唐太宗李世民第九子，唐高宗，软弱、多情，容易被爱情冲昏头脑，对武媚娘有着既喜爱又敬畏的复杂感情。                                                           |
| 赵文瑄            | 李 治（中年）  | 字为善，唐朝第三位皇帝，唐太宗李世民第九子，唐高宗，软弱、多情，容易被爱情冲昏头脑，对武媚娘有着既喜爱又敬畏的复杂感情。                                                           |
| 锺欣潼            | 上官婉儿       | 罪臣上官仪之后，上官家被抄斬後被發配入大內為奴，後為武媚娘賞識她的才華而擔任其贴身女官，着男装英姿飒爽，有巾帼不让须眉之雄才，与李贤和李显傳緋聞。                                 |
| 郑 爽 童年:徐黄丽 | 太平公主       | 唐高宗李治与武则天的小女儿，唐中宗和唐睿宗的妹妹，也是安定思公主的妹妹，生平极受父母兄长尤其是其母武则天的宠爱，权倾一时。                                                         |
| 秦海璐            | 韩国夫人       | 姓武名順，武媚娘的姐姐，因媚娘而显贵，曾受李治寵幸，有媚娘之貌，却无媚娘之才。 |
| 蒋林静            | 王皇后         | 精人出口，笨人出手的代表，雖不及蕭淑妃陰險，但下場同樣悲慘。 |
| 李 娜             | 萧淑妃         | 陰狠毒辣，有小聰明卻眼高手低的代表人物。 |
| 汤 怡             | 贺兰敏月       | 韩国夫人之女，武则天的侄女，曾受李治寵幸，毒辣的淫婦之最。 |
| 袁家宝 童年:周璇  | 李 弘          | 第一任太子，唐高宗李治第五子，武则天长子，出生於武則天出家感業寺期間。在太子任內遭親母武后鴆殺，是唐朝第一位被追封为皇帝的太子。                                                   |
| 雷雷              | 李 贤          | 字明允，第二任太子，唐高宗李治第六子，武则天第二子。 |
| 王昊              | 李 显          | 第三任太子，原名李哲，唐中宗，唐朝第四位皇帝，唐高宗李治第七子，武则天第三子，在皇帝任內因出言不慎，遭武太后廢為廬陵王。                                                           |
| 田宇鹏            | 李 旦          | 初名李旭轮、李轮，唐睿宗，唐朝第五位皇帝，唐高宗第八子，武則天第四子，在皇帝任內上表請辭皇位，讓于母后，武則天降其為皇嗣 ( 太子 )。                                                |
| 申军谊            | 长孙无忌       | 字辅机，唐高宗李治的舅舅，自唐高祖建國以來的三朝元老。 |
| 刘佩琦            | 上官仪         | 字游韶，上官婉儿的祖父，忠于李唐的大臣。因極力反對武氏封后，被許敬宗誣陷與廢太子李忠謀反，滿門抄斬。                                                                               |
| 刘长德            | 贺兰敏之       | 字常住，韓國夫人之子，武则天的外甥。 |
| 陈继铭            | 狄仁杰         | 字怀英，唐代武周时期政治家、斷獄神探。 |
| 杨洪武            | 裴炎           | 字子隆，唐高宗的顾命大臣，受遗诏辅政，改任中书令，後因直諫遭武太后處死。 |
| 过齐鸣            | 许敬宗         | 字延族，隋朝礼部侍郎许善心之子，高宗李治即位后代于志宁为礼部尚书，助武則天稱帝的功臣。                                                                                             |
| 张柏俊            | 李义府         | 唐高宗的东宫属官，因迎合高宗，建议废王立武，被拜为宰相，授任中书侍郎、同中书门下三品，封广平县男，并成为武则天的心腹，后又进爵广平县侯。                                           |
| 丁充              | 德官           | 唐朝宦官。 |
| 任希鸿            | 武士彟         | 字信明，隋末唐初官員，是隨李淵在晉陽起兵的功臣，武順、武則天的生父，任利州都督，死後諡號魏忠孝王。                                                                                 |
| 陈兵              | 褚遂良         | 字登善，唐朝政治家、书法家，因直諫反對武氏封后，一再遭貶，後死於愛州。 |
| 卢小娟            | 丹阳公主       | |
| 李亭哲            | 赵道生         | |
| 胡高峰            | 骆宾王         | 姓駱，名賓王，字观光，唐代诗人，与王勃、杨炯、卢照邻合称“初唐四杰”。又与富嘉谟并称“富骆”。與徐敬業討伐武則天，主筆著名的《為徐敬業討武曌檄》，舉事失敗後失蹤，歷史無再記錄其行蹤。 |
| 白锦程            | 王伏胜         | 唐朝宦官。唐高宗立武则天为皇后，武则天恃势专权，引起唐高宗的不满，道士郭行真出入皇宫，施行诅咒害人的“厌胜”之术，被王伏胜揭发，後遭李敬宗誣陷與廢太子李忠、上官儀謀反而處死。       |
| 董彦麟            | 徐敬业         | 李勣之孙，李震之子，因父早死，直接承袭了祖父的英国公爵位。善于骑射，有才智，曾任眉州刺史，后坐事被贬为柳州司马。                                                                   |
| 吴有熙            | 刘公公         | |
| 杨奕佳            | 裴婉莹         | 李弘的太子妃。 |
| 丁嘉蓝            | 韦莲儿         | 李显的太子妃，李顯復辟後封后，極富野心，欲重演武后故事登基為女皇，毒死丈夫李顯，發動篡位政變，事敗為太平公主所殺。                                                                 |
| 唐国强            | 李世民         | 客串，唐太宗。唐高祖李渊和窦皇后的次子，唐朝第二位皇帝，杰出的政治家、战略家、军事家、诗人，在位期間曾一度富庶繁榮，外邦臣服，是為「貞觀之治」。                                   |

## 音樂原聲

### 中國大陸
| 曲序 | 曲目                   | 演唱 |
| ---- | ---------------------- | ---- |
| 1.   | 《捨我其誰》（片头曲） | 金琳 |
| 2.   | 《传奇人生》（片尾曲） | 金琳 |

## 製作團隊
- 編　劇：赵锐勇、王彪、周粟
- 導　演：澄豐
- 製　片：赵锐勇
- 製作人：赵锐勇
- 製作公司：浙江長城影視傳媒集團、湖南衛視
- 拍攝地點：江蘇 無錫影視基地、浙江 橫店影視城
- 拍攝时间：2011年2月18日-5月6日

## 争议
因本剧有众多重量级明星加盟，故播出后备受瞩目，但其中香艳剧情、大量不符合史实的夸张演绎、超级直白的片尾曲让观众诟病不已，导演澄丰承认很多“雷点”是制片方故意设计，希望通过网友的质疑来吸引收视率。

## 收视率
CSM41城每日首播收視率/湖南卫视
| 日期           | 集数  | 收视率 | 同时段排名 | 备注     |
| -------------- | ----- | ------ | ---------- | -------- |
| 2011年11月5日  | 01-02 | 1.68   | 1          |          |
| 2011年11月6日  | 03-04 | 1.33   |            |          |
| 2011年11月7日  | 05-06 | 1.14   |            |          |
| 2011年11月8日  | 07-08 | 1.29   |            |          |
| 2011年11月9日  | 09-10 | 1.45   |            |          |
| 2011年11月10日 | 11-12 | 1.32   |            |          |
| 2011年11月11日 | 13-14 | 1.48   |            |          |
| 2011年11月12日 | 15-16 | 1.63   |            |          |
| 2011年11月13日 | 17-18 | 1.44   |            |          |
| 2011年11月14日 | 19-20 | 1.44   |            |          |
| 2011年11月15日 | 21-22 | 1.38   |            |          |
| 2011年11月16日 | 23-24 | 1.46   |            |          |
| 2011年11月17日 | 25-26 | 1.21   |            |          |
| 2011年11月18日 | 27-28 | 1.51   |            |          |
| 2011年11月19日 | 29-30 | 1.55   |            |          |
| 2011年11月20日 | 31-32 | 1.33   |            |          |
| 2011年11月21日 | 33-34 | 缺     |            |          |
| 2011年11月22日 | 35-36 | 缺     |            |          |
| 2011年11月23日 | 37-38 | 1.26   |            |          |
| 2011年11月24日 | 39-40 | 1.19   |            |          |
| 2011年11月25日 | 41-42 | 1.46   |            |          |
| 2011年11月26日 | 43-44 | 1.59   |            |          |
| 2011年11月27日 | 45-46 | 1.33   |            |          |
| 2011年11月28日 | 47-48 | 1.23   |            |          |
| 2011年11月29日 | 49-50 | 1.34   |            |          |
| 2011年11月30日 | 51-52 | 1.31   |            |          |
| 2011年12月1日  | 53-54 |        |            |          |
|                |       | 1.45   | 7.00       | 全年排10 |

## 獎項
| 年份   | 頒獎典禮             | 獎項         | 得獎者   |
| ------ | -------------------- | ------------ | -------- |
| 2011年 | 2011年度优酷大剧盛典 | 年度致敬大奖 | 斯琴高娃 |
| 2011年 | 2011年度优酷大剧盛典 | 最佳女主角   | 刘晓庆   |
| 2011年 | 2011年度优酷大剧盛典 | 最佳女配角   | 蒋林静   |
| 2011年 | 2011年度优酷大剧盛典 | 最佳编剧     | 赵锐勇   |

## 腳註
1. ↑  武则天秘史今湖南开播 全明星阵容出演 （页面存档备份，存于）2011年11月5日
2. ↑  武则天秘史雷点多 制片方被指因想红找骂 （页面存档备份，存于）2011年11月11日

## 外部連結
- 《武则天秘史》湖南衛視专题 （页面存档备份，存于）（简体中文）
- 《武则天秘史》新浪网专题 （页面存档备份，存于）（简体中文）
- 《武则天秘史》LiTV（繁體中文）
- 《武则天傳奇》緯來 （页面存档备份，存于）（繁體中文）
- 互联网电影数据库（IMDb）上《武则天秘史》的资料（英文）
- 时光网上《武则天秘史》的資料（简体中文）
- 豆瓣电影上《武则天秘史》的資料 （简体中文）

## 節目的變遷
| 湖南卫视 金鹰独播剧场 每日22:00~00:00两集连播 | 湖南卫视 金鹰独播剧场 每日22:00~00:00两集连播 | 湖南卫视 金鹰独播剧场 每日22:00~00:00两集连播 |
| --------------------------------------------- | --------------------------------------------- | --------------------------------------------- |
|                                               | 武則天秘史 （2011年11月5日－12月1日）         |                                               |
| 千山暮雪 （2011年10月22日－11月4日）          | 钱多多嫁人记 （2011年12月2日－12月16日）      |                                               |

| 星和娛家戲劇台 星期六19:45-21:30 時段                                              | 星和娛家戲劇台 星期六19:45-21:30 時段   | 星和娛家戲劇台 星期六19:45-21:30 時段 |
| ---------------------------------------------------------------------------------- | --------------------------------------- | ------------------------------------- |
|                                                                                    | 武則天秘史 (2014年4月19日－10月4日)     |                                       |
| 新兵日記之特戰英雄 （2014年2月1日－5月31日） (2014年4月19日－5月31日: 16:00-17:45) | 十月圍城 (2014年10月11日－2015年5月2日) |                                       |

| 臺灣 緯來育樂台 每週一至週五 20:00 - 22:00 | 臺灣 緯來育樂台 每週一至週五 20:00 - 22:00 | 臺灣 緯來育樂台 每週一至週五 20:00 - 22:00 |
| ------------------------------------------ | ------------------------------------------ | ------------------------------------------ |
|                                            | 武則天傳奇 （2017年2月2日－2017年3月8日）  |                                            |
| 羋月傳 （2016年12月16日－2017年1月31日）   | 神算劉伯溫 （2017年3月9日－2017年4月11日） |                                            |